# گیش‌ماهی دروغین
گیش‌ماهی دروغین (نام علمی: Lactarius lactarius) نام یک گونه از تیره گیش‌ماهیان دروغین است.

## نگارخانه

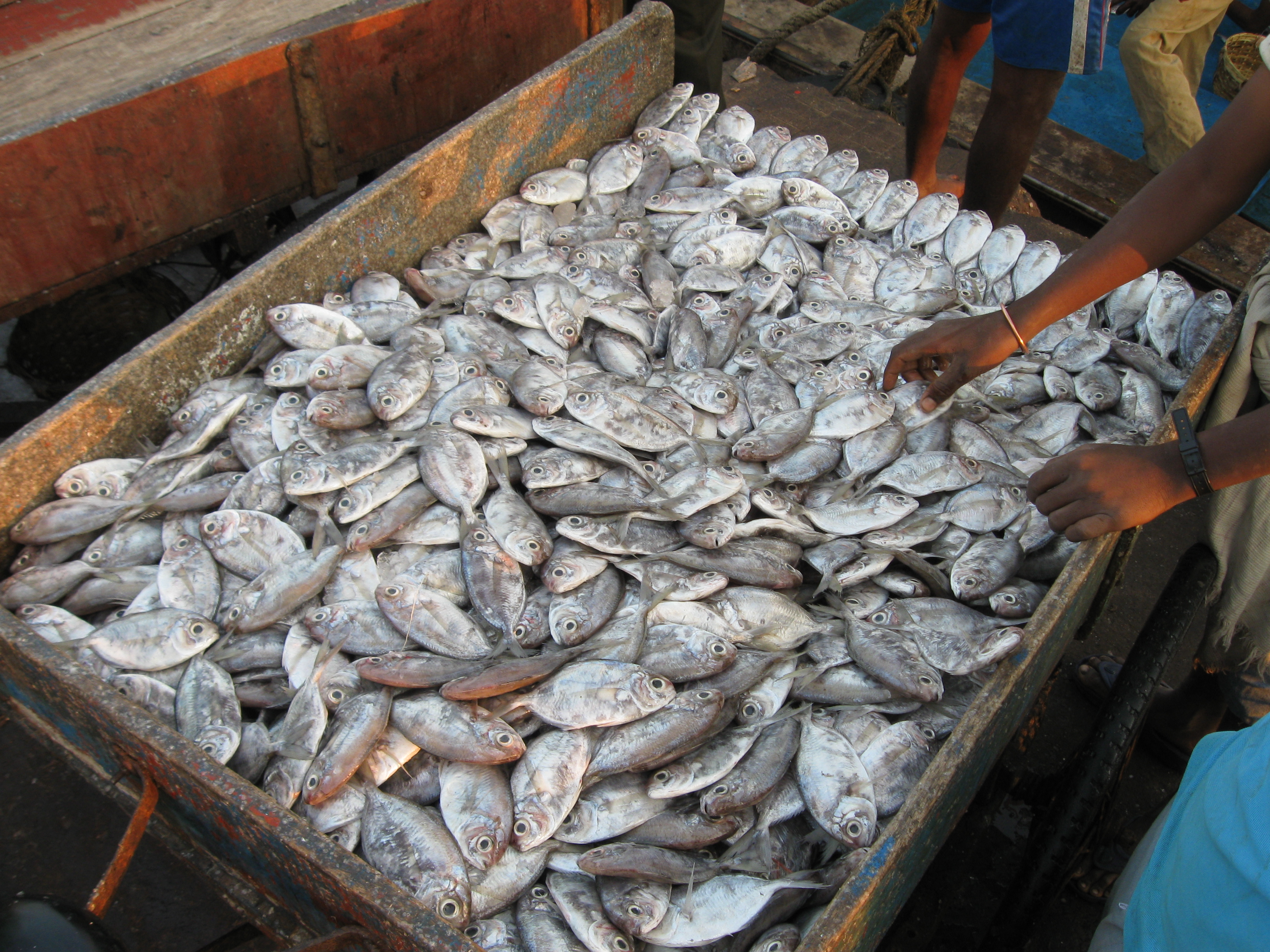